# (R)-deidropantoato deidrogenasi
La (R)-deidropantoato deidrogenasi è un enzima appartenente alla classe delle ossidoreduttasi, che catalizza la seguente reazione:
(R)-4-deidropantoato + NAD+ + H2O ⇄ (R)-3,3-dimetilmalato + NADH + 2 H+